# Sankt Peders Sogn (Næstved Kommune)
 For alternative betydninger, se Sankt Peders Sogn. (Se også artikler, som begynder med Sankt Peders Sogn)
Sankt Peders Sogn er et sogn i Næstved Provsti (Roskilde Stift).
Sankt Peders Sogn lå i Næstved Købstad, som geografisk hørte til Tybjerg Herred i Præstø Amt. Ved kommunalreformen i 1970 blev Næstved Købstad kernen i Næstved Kommune.
I Sankt Peders Sogn findes Sankt Peders Kirke.
I sognet findes følgende autoriserede stednavne:
- Grimstrup (bebyggelse, ejerlav)